# Psychropotes xenochromata
Psychropotes xenochromata is een zeekomkommer uit de familie Psychropotidae.
De wetenschappelijke naam van de soort werd in 2009 gepubliceerd door A. Rogacheva & D.S.M. Billett.